# Brasão de Assú
O brasão de Assú é um dos símbolos oficiais do município brasileiro supracitado, localizado no interior do estado do Rio Grande do Norte.

## Descrição
Foi instituído pela Lei Municipal nº 06/69, datada de 10 de outubro de 1969 O brasão consiste em um escudo amarelo, em forma de “U”, que na sua cor, simboliza a riqueza e, na sua forma, a união, e no centro deste a coluna histórica da passagem do século XIX para o século XX, ladeada por duas carnaubeiras, sendo essas palmeiras típicas da região, encimada por uma faixa de cor azul, representativa do céu, com a data em que o município ganhou foros de cidade (16 de outubro de 1845), e, sob a base da coluna, as cores características da água, representando o rio Piranhas-Açu e o principal lago do município, a Lagoa do Piató.